# Матусовський Григорій Абрамович
Григорій Абрамович Матусовський (15 липня 1923, Харків — 31 жовтня 2003, Харків) — радянський і український вчений — криміналіст, доктор юридичних наук (1980), професор (1983), член-кореспондент Академії правових наук України (1992). Професор кафедри криміналістики Харківського юридичного інституту. Учасник Німецько-радянської війни.

## Біографія
Григорій Матусовський народився 15 липня 1923 року в Харкові в сім'ї службовців. У червні 1941 року закінчив середню школу № 95 м. Харкова. Після початку Великої Вітчизняної війни, Григорій разом з батьками евакуювали у місто Фрунзе Киргизької РСР. У листопаді 1941 Григорій Абрамович був направлений на навчання в Ташкентське радіоучилище, а вже через сім місяців почав військову службу в складі однієї з радіорот, де обійняв посаду радиста-розвідника. Під час боїв влітку 1943 року Григорій Матусовський був поранений, отримав інвалідність 2-ї групи. До 9 травня 1945 року був сержантом Червоної армії. З 1942 до 1945 Матусовський брав участь у бойових діях на Західному, Брянському і Другому Білоруському фронтах.
Після закінчення Німецько-радянської війни Григорій Матусовський, вступив до Харківського юридичного інституту (ХЮІ), який закінчив екстерном у 1948  (за іншими даними закінчив ХЮІ у 1952). Після закінчення ХЮІ Матусовський посів посаду слідчого в органах прокуратури СРСР. У 1953 Мастусовскій перейшов на роботу лаборантом у криміналістичній лабораторії Всесоюзних курсах підвищення кваліфікації прокурорських працівників (Харків), а через пів року став завідувачем цієї лабораторії, в 1955 році посів посаду заступника директора з навчальної роботи (в деяких джерелах говориться, що з 1949 по 1950  / 54 рік він був завідувачем криміналістичної лабораторії, а потім з 1950 / 59 до 1968 / 69 року був заступником директора з навчальної роботи).
З 1968 до 2003 Григорій Абрамович Матусовський працював на кафедрі криміналістики ХЮІ, де послідовно обіймав посади старшого викладача, асистента і доцента, а в 1983 році був призначений професором цієї кафедри. З 1995 (за іншими даними в 1996) до 2003 за сумісництвом працював у Науково-дослідному інституті вивчення проблем злочинності Академії правових наук України, де завідував сектором проблем вивчення боротьби з корупцією та організованою злочинністю. З 1999 до 2002 співпрацював з Харківським центром вивчення організованої злочинності та Центром з вивчення транснаціональної злочинності корупції при Американському університеті.
Помер 31 жовтня 2003 року у Харкові.

## Наукова діяльність

Могила на Другому кладовищі Харкова

Займався дослідженням таких питань криміналістики як: тактика і методика розслідування економічних і суміжних злочинів, загальні положення розслідування злочинів, впровадження математичних методів у криміналістику . Був одними з винахідників «дзеркального оптичного мультиплікатора», який був зареєстрований як винахід в 1954 році.
У 1965 році Григорій Абрамович, під керівництвом професора В. П. Колмакова  захистив дисертацію на тему «Кримінально-процесуальні та криміналістичні питання огляду слідів на місці події» на здобуття наукового ступеня кандидата юридичних наук, а в 1980 — докторську дисертацію на тему «Криміналістика в системі юридичних наук та її міжнаукові зв'язки». У 1972 році йому було надано вчене звання доцента, а в 1983 — професора. У 1992 році був обраний членом-кореспондентом Академії правових наук України . Григорій Абрамович був науковим керівником у дев'яти кандидатів юридичних наук, серед: В. З. Багинський, С. В. Великанов, О. П. Бущан, О. М. Городиський, А. Л. Дудников, А. Д. Марушев, Л. М. Черновецький і Ш. Ш. Ярамиш'ян.
За різними підрахунками Григорій Матусовський букв автором/співавтором від більш ніж 150 до 180 наукових праць, серед яких основними є: «Розслідування розбійних нападів, сполучених з вбивством» (1957, співавтор навчального посібника), «Застосування науково-технічних засобів в роботі над слідами при огляді місця події» (1960), «Криміналістика в системі наукових знань» (1976), «Розслідування розкрадань державного та громадського майна (проблеми тактики і методики)» (1987, співавтор), «Методика розслідування крадіжок» (1988), «Криміналістика»(1997, співавтор підручника), «Юридична характеристика злочинів» (1998), «Економічні злочини: криміналістичний аналіз» (1999), «Боротьба зі злочинністю у сфері підприємницької діяльності» (2001), «Особливості формування криміналістичної характеристики легалізації (відмивання) доходів, одержаних злочинним шляхом» (2004).

## Сім'я
Григорій Абрамович був одружений з Лідією Еміліївною Лівергант, мав сина Олександра і внука Вадима. Дружина працювала лікаркою-онкологинею, а син і внук — в IT-сфері  .

## Нагороди
За участь у Німецько-радянській війні Григорій Абрамович був відзначений низкою державних нагород, серед них: орден «За мужність» III ступеня та медалі «Захиснику Вітчизни» та "50 років Перемоги у Великій Вітчизняній війні 1941—1945 рр."; ордени Вітчизняної війни II ступеня (6 листопада 1985) і Червоної Зірки (16 лютого 1945) і медалі «За бойові заслуги» (12 червня 1944), «За перемогу над Німеччиною у Великій Вітчизняній війні 1941—1945 рр.», «За взяття Кенігсберга», «Тридцять років Перемоги у Великій Вітчизняній війні 1941—1945 рр.» та «Сорок років Перемоги у Великій Вітчизняній війні 1941—1945 рр.» . Також був нагороджений двома громадськими нагородами — ордена «Ветеран Армії — Тула-Кенігсберг» і медалі «За бойовий шлях Москва-Могилів-Кенігсберг-Берлін».
4 листопада 2003 року разом з В. Ю. Шепітько, В. Є. Коновалової та В. А. Журавлем «за цикл робіт з криміналістики», в номінації «за видатні досягнення в науково-дослідній діяльності з проблем правознавства», був відзначений юридичною премією імені Ярослава Мудрого.
У 2003 році, Григорію Абрамовичу було надано почесне звання «Заслужений професор Національної юридичної академії України імені Ярослава Мудрого».